# Мајот
Мајот (фр. Mayotte, локални назив Mahori) је француска прекоморска територија смештена северно од Мозамбичког канала у Индијском океану, између северног Мадагаскара и северног дела Мозамбика у источној Африци. Острво је део Коморског архипелага.
Површина острва је 376 km², а по попису из 2012. на њему живи 217.091 становника. Главни град је Мамудзу.

## Историја
Са свим осталим Коморским острвима, Мајот је постао француски посед 1843. То је било једино острво архипелага које је на референдуму гласало за останак под француским суверенитетом (1974. и 1976, са резултатима 63,8% и 99,4%). Комори и данас сматрају да имају суверенитет над овим острвом. Године 1976. 11 од 15 чланица Савета безбедности је подржало резолуцију о суверенитету Комора над Мајотом, али је Француска уложила вето на ову одлуку. Од 2003. острво је имало статус прекоморског колективитета Француске.
Референдум о статусу острва одржан је 29. марта 2009. Питање је било да ли Мајот треба да постане француски прекоморски департман. Афричка унија и држава Комори осудили су референдум као нелегалан. Локални имами су се противили гласању, јер прикључење Француској и усклађивање са француским законима значи укидање традиционалне полигамије. За прикључење Француској гласало је 95,22% становника. Мајот је тако марта 2011. постао 101. француски департман.

## Администрација
Локалне власти базирају свој законски систем на традиционалном исламском праву које се тешко усклађује са француским законима. Трошкови подизања стандарда становништва на ниво близак француском су велики и иду на терет француске владе. Од 2007. француски закони се директно примењују на острву.
Острво има статус Специјалне територије Европске уније.
Примена свих француских социјалних бенефиција је процес за који је предвиђено да траје наредних 20 година.

## Демографија
| 1966.  | 1978.  | 1985.  | 1991.  | 1997.   | 2001.   | 2007.   | 2012.   |
| ------ | ------ | ------ | ------ | ------- | ------- | ------- | ------- |
| 32.607 | 47.246 | 67.205 | 94.410 | 131.320 | 160.265 | 186.452 | 212.645 |